# Sus celebensis floresianus
Sus celebensis floresianus är en underart till Sus celebensis som beskrevs av Heude 1899.
Underarten förekommer på Flores och på några mindre öar i samma region. Ursprunget är troligen domesticerade individer av Sus celebensis och av tamsvinet (Sus scrofa domestica) som parade sig (hybridisering) efter att de flyttades till öarna.